# Hyperchirioides bistricta
Hyperchirioides bistricta är en fjärilsart som beskrevs av Embrik Strand 1911. Hyperchirioides bistricta ingår i släktet Hyperchirioides och familjen påfågelsspinnare. Inga underarter finns listade i Catalogue of Life.